# Mike Nolan

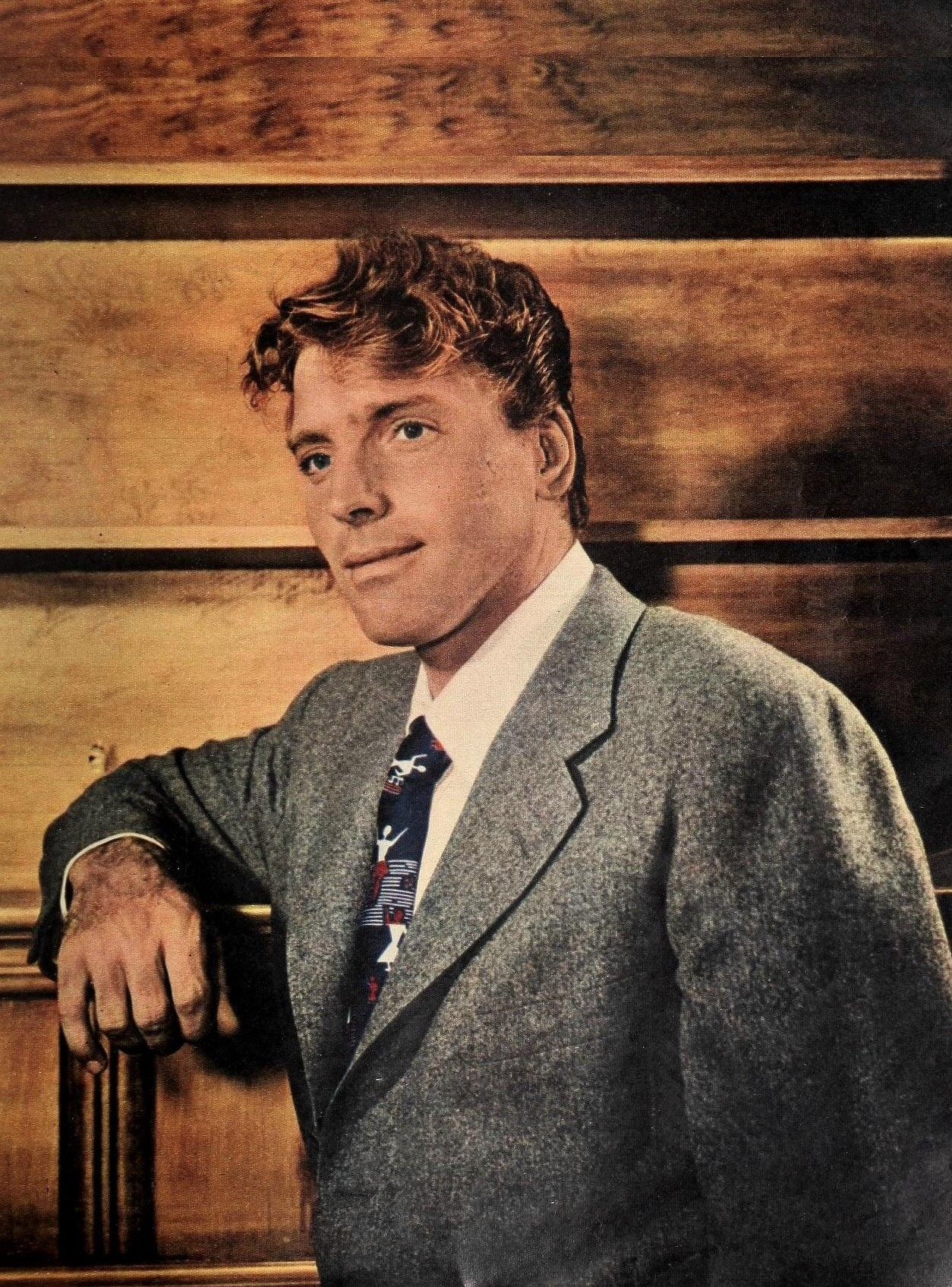
Burt Lancaster, el actor que inspiró al personaje de Mike Nolan

Mike Nolan es un personaje de la saga de historietas Los aventureros, publicada originalmente dentro del álbum de historietas El Tony  de Editorial Columba. El personaje fue creado por el escritor Robin Wood y el dibujante Enrique Villagrán quien firmaba sus trabajos bajo el pseudónimo de Gómez Sierra, dentro del estudio Nippur IV en 1975. Su figura está basada en la estética del actor Burt Lancaster durante la década de 1950. Se trata de un exmilitar y mecánico del ejército inglés, fornido, mujeriego y exiliado de su país de origen que recorre el mundo en busca de aventuras.

## Biografía ficticia
Mike Nolan es un exmilitar retirado del ejército inglés que se dedica a la reparación de los primeros automóviles comerciales en Londres, dentro de un taller del cual es propietario. Siendo un mujeriego empedernido, pone su mirada sobre la joven esposa de un mafioso magnate llamado Lord Rivers el cual desbordado por los celos trata a Mike de manera despectiva e incluso pretende abofetearlo. El fornido mecánico reacciona dejando a Rivers fuera de combate con un solo puñetazo y aunque el millonario no es rival físico para Nolan, queda más resentido aún en su orgullo y reúne a un grupo de gansteres para acabar con el mecánico. Nolan siente que alguien lo ha estado vigilando en los últimos días, pero es sorprendido por Rivers y su banda dentro del taller al regresar allí una noche. Mike lucha contra todos ellos y logra imponerse aunque queda visiblemente herido. Finalmente arroja una barra de metal contra Rivers cuando este trata de huir y el millonario queda inconsciente sobre el suelo. Sabiendo Nolan que en cuanto Rivers se recupere tratará de perseguirlo con sus hombres como sea, decide irse de Inglaterra y para ello toma un barco, cruzando el canal de la Mancha con destino a Francia. No lleva más que lo puesto y pronto el frío invernal y la falta de alimento y dinero comenzarán a pesar en el inglés que recorre las calles parisinas sin un rumbo fijo.
París se encuentra sumida en una crisis económica producto de la inundación que sufriera la ciudad previamente y Nolan no encuentra allí sustento posible. En la Navidad de 1910 se cruza con un mexicano de nombre Miguel Luján que primeramente trata de asaltarlo, pero luego desiste al darse cuenta de que ambos son exiliados de sus países de origen y están en la ruina. Miguel había sido invitado por un ex monarca polaco, Alexander Pawlosky que trabaja como anfitrión de un hotel, a pasar la Navidad junto a él. Mike y el mexicano conversan tratando de solventar sus diferencias idiomáticas cuando presencian a un grupo de sicarios emboscando al carruaje donde viaja un ministro parisino y su familia. Mike y Luján intervienen y logran abatir a la banda, motivo por el cual el ministro los recompensa ofreciéndoles una suculenta cena y algo de ropa nueva. Ellos celebran en el departamento del polaco sin saber en ese momento que a partir de allí comenzaría una larga amistad que los terminaría convirtiendo en socios de trabajo.
A la mañana siguiente los tres hombres son contratados para ejercer de guardaespaldas de un político que viaja en tren rumbo a Viena. El conocimiento de Nolan sobre armas y lucha cuerpo a cuerpo obtenidos en el ejército, facilita esa tarea. La fama de los tres hombres rápidamente crece y son contratados tanto como guardaespaldas como para negociar rescates, lo cual los lleva a viajar por el mundo por diversos medios.
Nolan y sus amigos adquieren luego de arduas negociaciones, un velero con el que transportan mercaderías por el Océano Pacífico. Si bien este nuevo negocio les permite comenzar a ganar un importante dinero, deben usarlo para pagar la compra del velero y sus reparaciones, motivo por el cual Mike se dedica a pescar como sustento mientras cumplen con el pago del mismo. El velero Afrodita los lleva a lograr grandes ingresos hasta que consiguen adquirir un segundo velero en mejores condiciones y de mayor envergadura al cual lo bautizan Storm, en honor a una fiel compañera de aventuras que aparentemente había perecido durante un conflicto armado.
Con el correr de los años Nolan decide regresar a Inglaterra para prestar servicios nuevamente al ejército inglés, pero pese a que aún posee un excelente estado físico, es rechazado por considerarlo algo mayor. No obstante Nolan y sus amigos se ven implicados en diversos conflictos relacionados con el conflicto bélico de la Segunda Guerra Mundial.
De regreso a Hawái Nolan y sus amigos conocen a la joven y bella Star quien se convertiría en la cuarta integrante de su asociación y que los acompañaría durante el resto de sus aventuras, las cuales se suceden de manera ininterrumpida no regresando Nolan a vivir en su Inglaterra natal y decidiendo quedarse con sus amigos para continuar llevando esa vida de aventuras a través de los mares.

## Trayectoria editorial
Mike Nolan es uno de los tres protagonistas principales de la tira, apareciendo en la totalidad de sus más de 150 capítulos. La tira se publicó originalmente dentro del álbum El Tony a partir de su capítulo piloto el 23 de diciembre de 1975, titulado de manera homónima al igual que la serie, hasta el "Último episodio" el 15 de junio de 1989.  Posteriormente la Editorial Columba durante la década de 1990 reeditaría la tira dentro de otro de los álbumes de su editorial, Fantasía.

## Miscelánea
Mike Nolan aparece en la historieta como un hábil y competitivo luchador que casi siempre gana la mayoría de las peleas en las que participa, siendo un campeón nato del boxeo tanto con guantes comoi a puño limpio, sin guantes, aunque en diversas ocasiones se lo ve aprendiendo otras técnicas de combate que incluyen patadas y tomas, acorde a las artes marciales chinas y japonesas.
Nolan es un mujeriego empedernido, pero a diferencia de su amigo Alex que prefiere damas de la alta sociedad, Nolan gusta de todo tipo de mujeres sin importar que sean casadas o incluso amantes de gánsteres o pertenecientes a vodeviles.
Su aspecto físico es el de un musculoso y rudo bravucón, más alto que el resto de sus amigos, los cuales suelen llamarlo tanto por su nombre como por el apodo de "grandulón" o "grandote".
Mike está basado en el personaje de Burt Láncaster en la película Su majestad de los mares del sur de 1954 donde interpreta a un capitán de barco aventurero llamado O'Keefe. Los conflictos de O'Keefe con comerciantes y traficantes chinos en la película son motivo de inspiración dentro de algunos capítulos de la saga de Los aventureros como El poeta Mercado china o La dama de jade entre otros. Nolan  al igual que el personaje de O'Keefe también ejerce de timonel a bordo de los veleros Afrodita y Storm.
En el capítulo "Sarajevo", Nolan y sus amigos tratan en vano de impedir el asesinato del archiduque Francisco Fernando de Austria que desató el conflicto de la Primera Guerra Mundial.